# Unterseeische Quelle

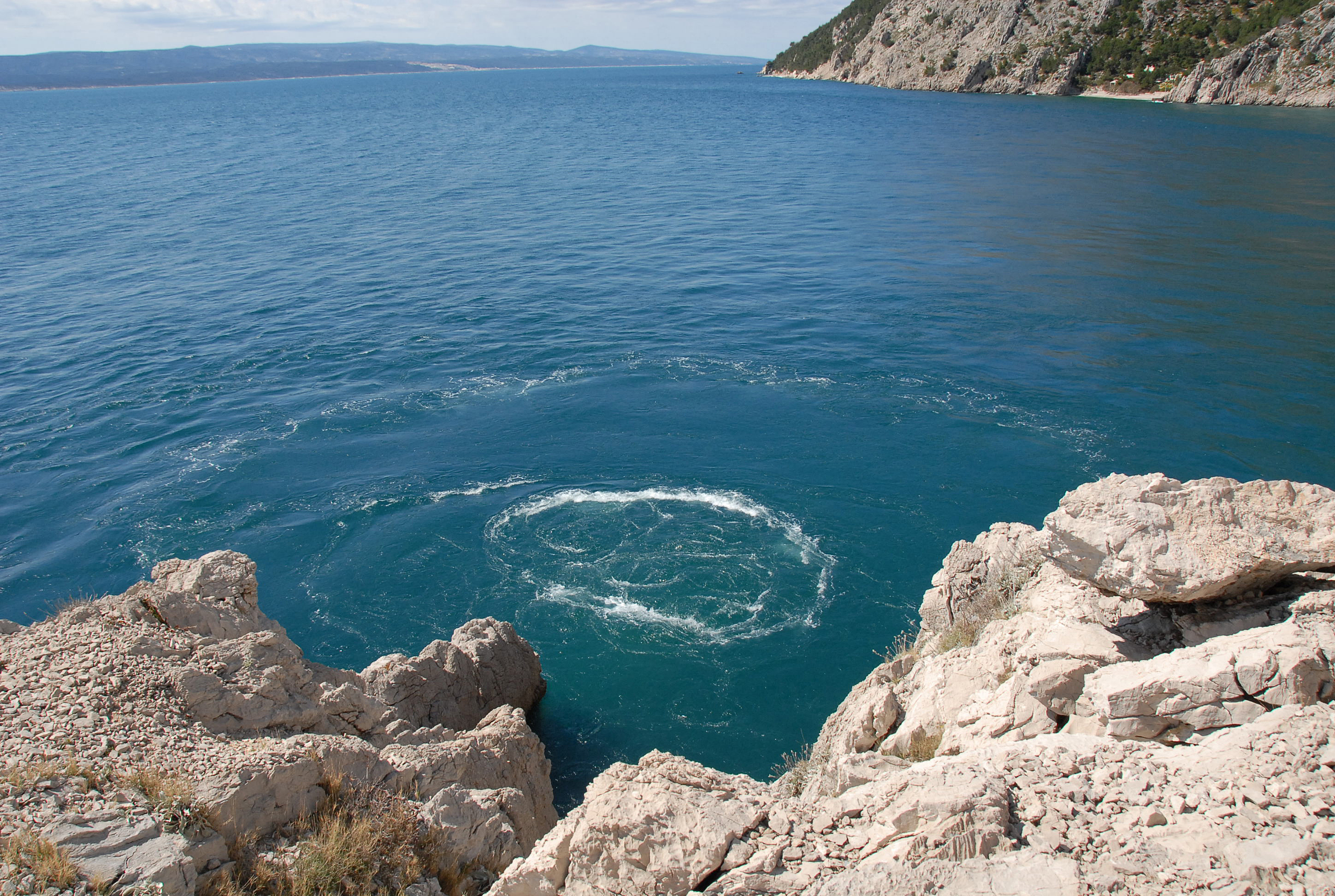
Submarine Karstquelle bei Brela (Biokovo)

Meteogene Unterwasserquellen treten nahe an einem aufnehmenden Gewässer und/oder unter Wasser aus. Dazu gehören subfluviale Karstquellen der Fließgewässer, sublimnische Karstquellen der Süßwasser-Seen und submarine Karstquellen der Küsten und flachen Meerwasserabschnitte.

## Karstquellen „unter Wasser“

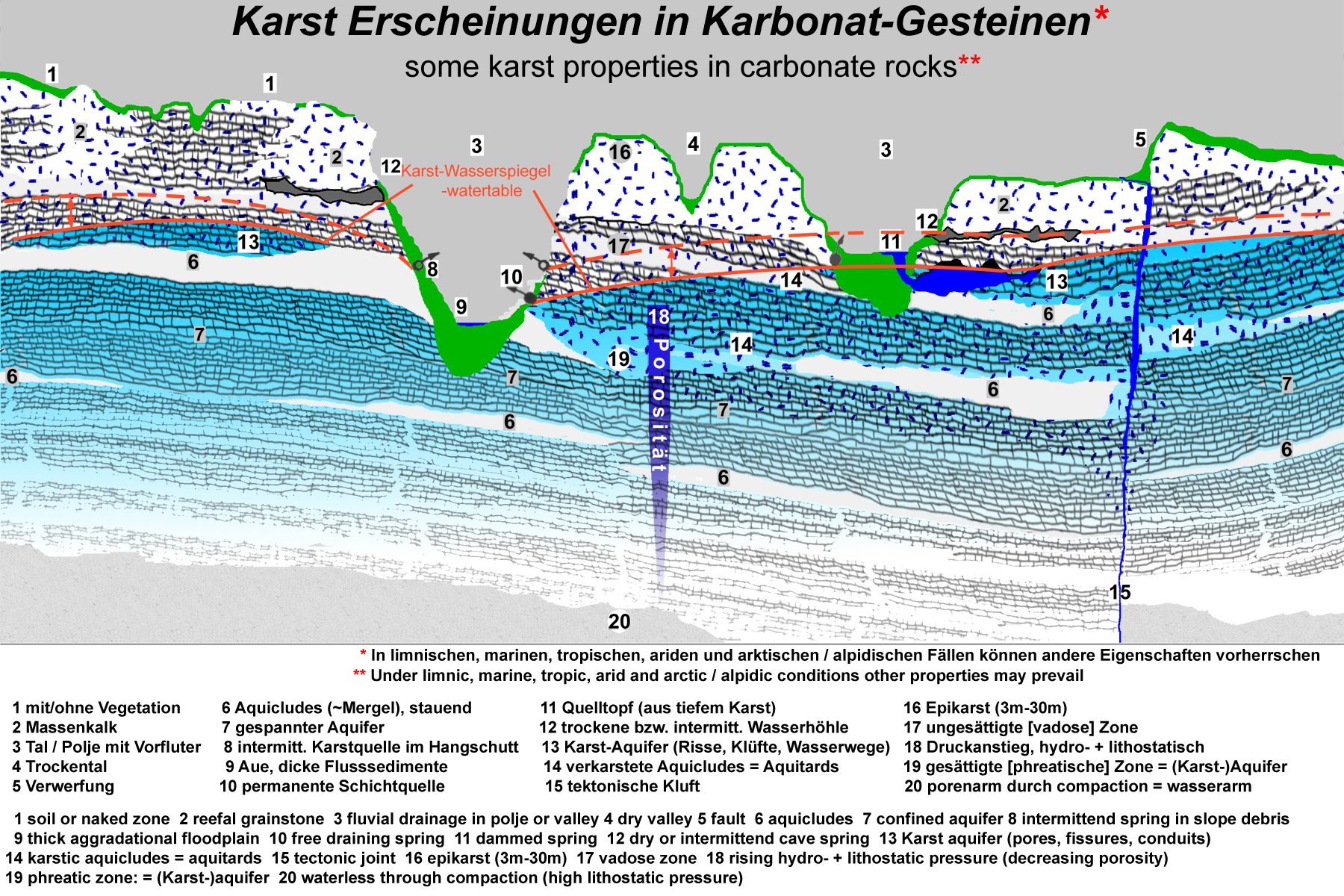
Typische Erscheinungen in Karstkomplexen

Unterwasser-Quellen stellten zunächst gewöhnliche Quellen dar, deren Süßwasser am Ende erweiterter Wegsamkeiten (bis zur Größe von Höhlen) aus Karstgebieten austreten. Die Wasser der Karstquellen sammelten sich in verkarstungsfähigen Gesteinsschichten (mehr oder weniger kalkhaltige Gebirge). In erdgeschichtlich langen Zeiten konnte sich hier Grundwasser (aus Porenzwischenräumen und tektonisch bedingten Rissen/Klüften/Spalten) zu regelrechten unterirdischen Wasserwegen erweitern und dann austreten. Die Verkarstungsprozesse enden regelmäßig entweder an lockeren oder festen wasserstauenden Gesteinseinheiten oder an einem sogenannten Grundwasservorfluter. Das Gewässer „Vorfluter“ kann grundsätzlich ein Fluss, ein See oder ein Meer sein.

## Subfluviale Karstquelle

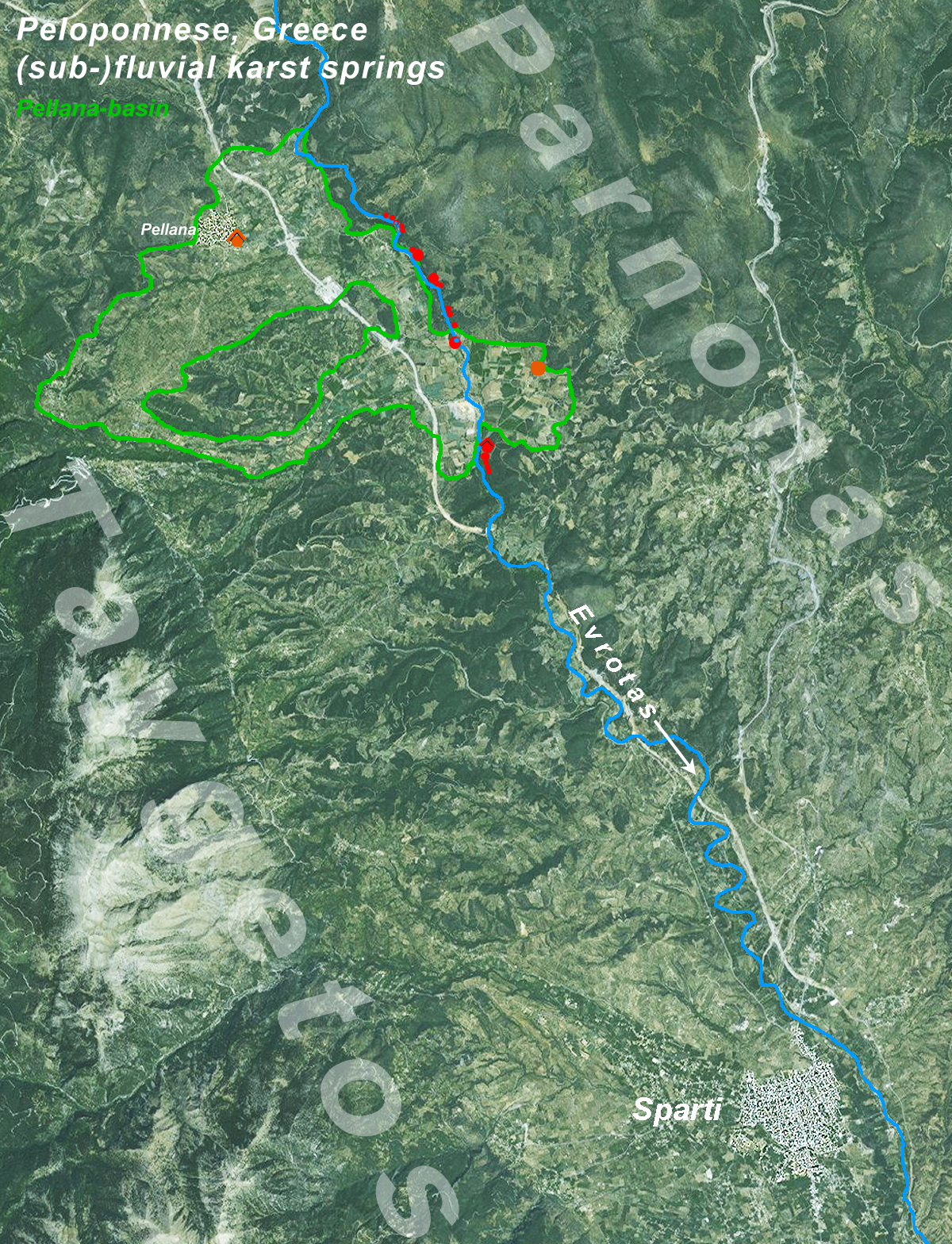
Landsat 8, 2015,
19 (sub-)fluviale Karstquellen, Oberer Evrotas, Peloponnes

Karstquellen, die nahe bei oder in einem Fließgewässer austreten, sind selten gut zugänglich dokumentiert. Belegt ist eine Kette von 19 Karstquellen, die am rechten Rand des Polje-ähnlichen Pellana-Beckens (zwischen Taygetos- und Parnonas-Gebirge, südliche Peloponnes) im Uferbereich oder sogar direkt im Wasser des Oberen Evrotas entspringen. Vier dieser Quellen sind groß.

## Sublimnische Karstquelle

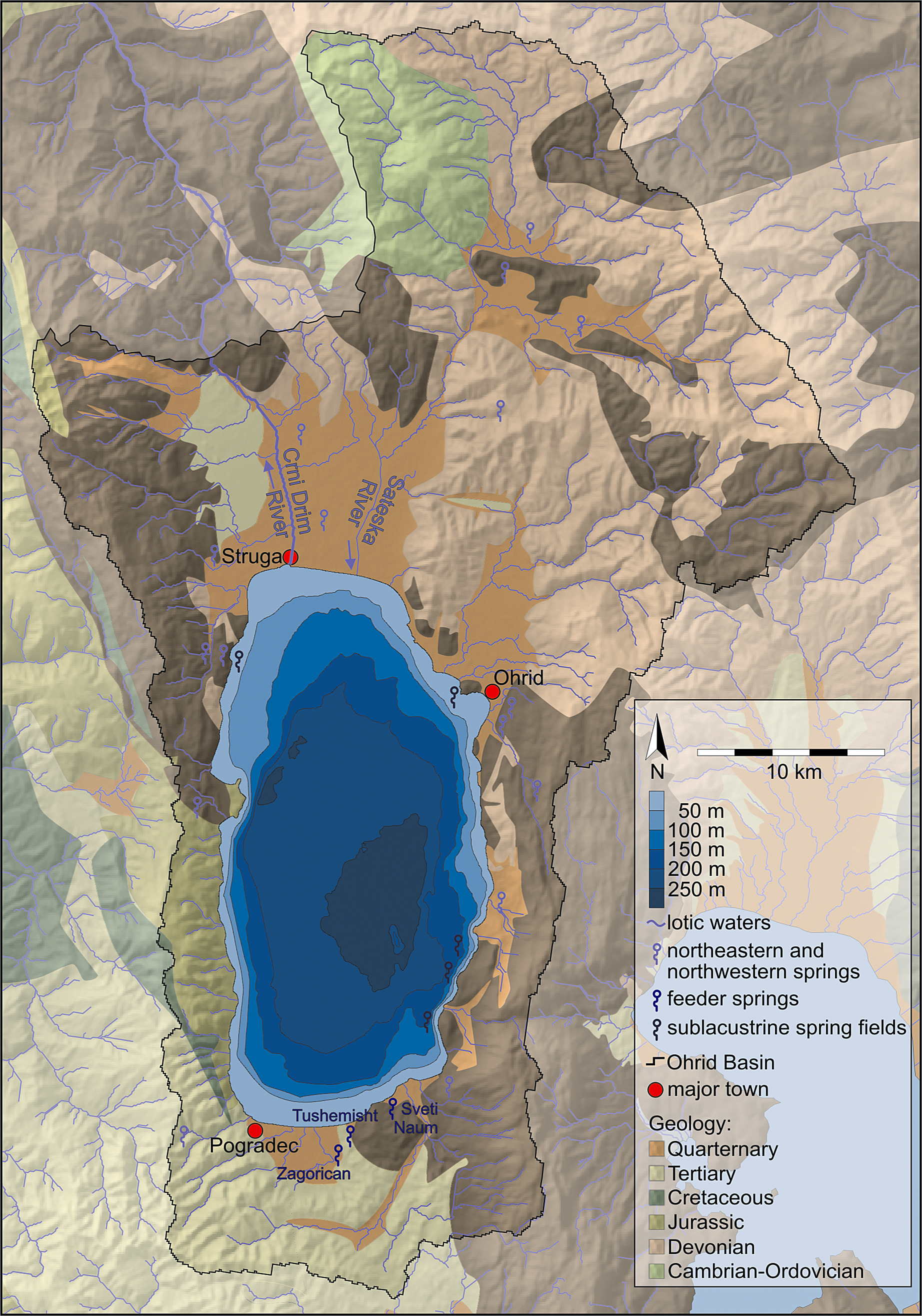
Sublimnische Karstquellen, Ohridsee, Albanien/Mazedonien (Grabensee)

Karstquellen in Stillgewässern (Süßwasser-Seen) sind ebenfalls selten dokumentiert. Belegt sind solche Quellen aus den Dinariden und ihren südlichen Ausläufern in Albanien sowie aus der verkarsteten Süd-Türkei (Dumanli sublimnische Karstquelle). In einem pliozänen Grabenbecken liegt der hydrogeologisch uralte Ohridsee (bis zu 289 m tiefer Süßwasser-See, albanisch-mazedonische Südgrenze). Die Wassermengen sogenannter sublimnischer Quellfelder und mehrere sehr große, sogenannte „feeder springs“ am heutigen Seeufer bilden einen beachtlichen hydrologischen Systemanteil des zuflusslosen Sees. Die Wassermassen fließen durch Karstwasser-Gänge aus dem nur ca. 13 km entfernten, 150 m höher liegenden Becken des mazedonischen Prespasees.

## Submarine Karstquelle
Bei hohem Karstwasseraufkommen bilden sich an der Meerwasseroberfläche metergroße, kreisförmige Flächen, die glatter, weniger gekräuselt sind als die Umgebung. Daran ist der Austritt von Süßwasser (grundsätzlich geringere Dichte als Meerwasser, also leichter) einer submarinen Karstquelle deutlich erkennbar. Diese werden im Dinarischen Karst auch Vrulje (Plural: Vruljes) genannt.
Vrulje (fem.) ist ein Fachwort der Karstologie und sein deutschsprachiges Synonym ist Grundquelle. Das Wort stammt aus dem serbokroatischen Sprachraum und ist im Bereich der litoralen Dinariden (Küstenbereiche) für solche Quellen verbreitet. Sinngemäß übersetzt bedeutet es „Kochen“, „Sieden“, weil der Süßwasseraustritt an der Meeresoberfläche aufwallende Strukturen erzeugt. Verwandt ist Vrulje mit dem serbokroatischen Wort vrutak für Sprudelquelle.
Das Interesse an dieser Quellart ist seit dem Ende des 20. Jahrhunderts vor allem aus drei Gründen gestiegen: Steigender Wasserbedarf, Wassermangel wegen klimatischer Veränderungen, besonders in Ballungszentren, die ohnehin nicht klimatisch begünstigt sind, und verstärktes wissenschaftliches, insbesondere hydrogeologisches, Interesse, welches auf Erkenntnissen der vielfachen Chlorid-Kontamination und der mehrfach aufgetretenen Messinischen Salinitätskrise beruht.

### Entstehung submariner Quellen

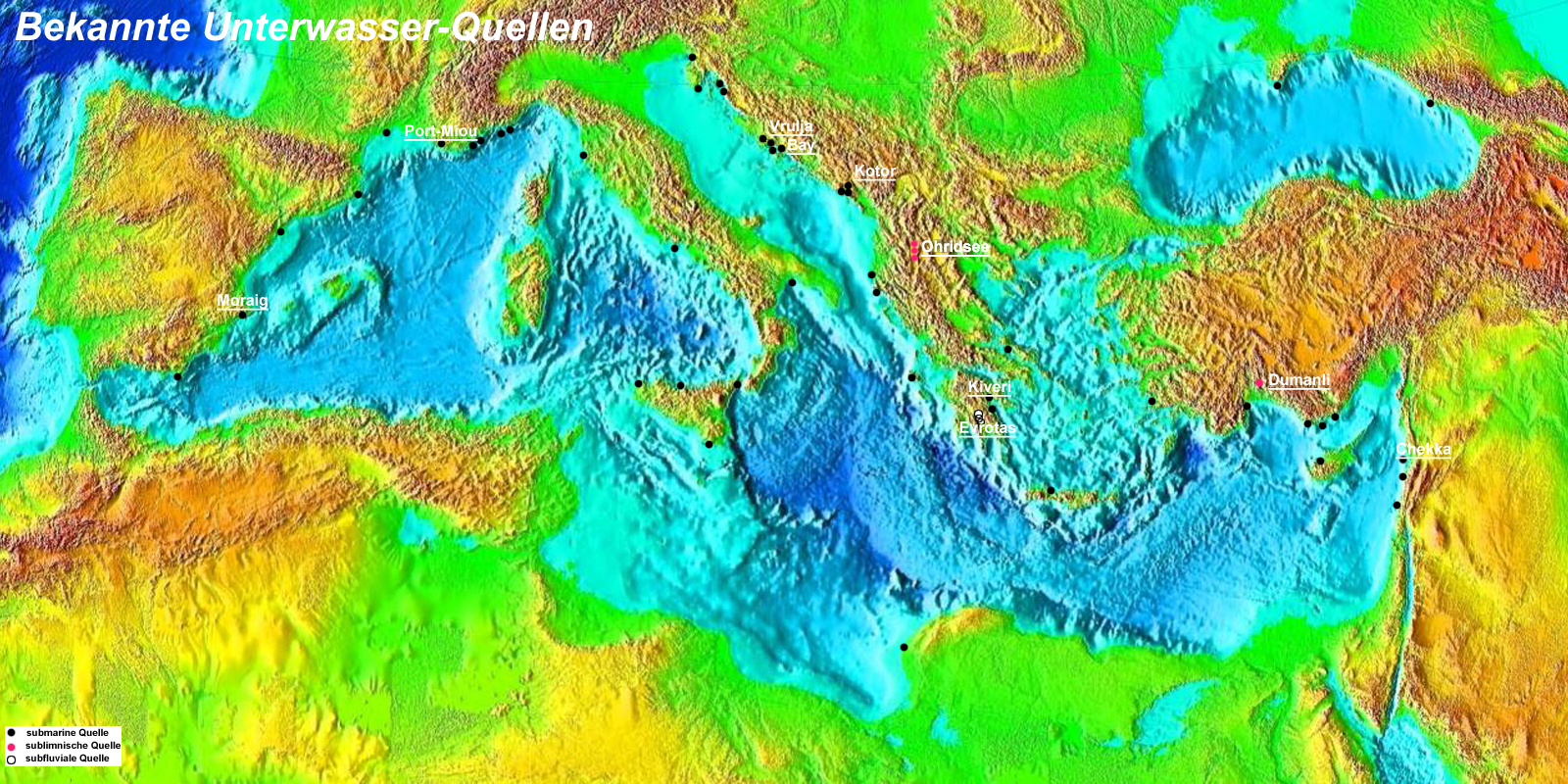
Submarine Quellen sind relativ häufig

Wenn der Wasserspiegel eines Grundwasservorfluters steigt und schließlich dauerhaft höher als die Austrittsstelle liegt, liegt eine Unterwasserquelle vor. Die Veränderungen der Höhe von Meereswasserspiegeln werden durch verschiedene geologische Theorien zu erklären versucht. Bei submarinen Mittelmeer-Quellen gibt es zwei Ansätze. Der Meeresspiegel im Mittelmeer ist seit den letzten Eiszeiten (spätes Pleistozän) um ca. 120 m gestiegen, so dass an Mittelmeerküsten Karstquellen submarin geworden sein können, weil polare Eisschichten abschmolzen und dadurch der Meeresspiegel stieg. Es kann aber nicht mehr für alle Mittelmeerquellen gesagt werden, dass sie wahrscheinlich im Pleistozän submarin wurden. Erkenntnisse der recht jungen Plattentektonik, die Entdeckung besonders tiefer Verkarstung und von lagunenartigen Ablagerungen am bis zu 2500 m tiefen Boden des Mittelmeers machen auch mehrere Millionen Jahre alte submarine Karstquellen denkbar.

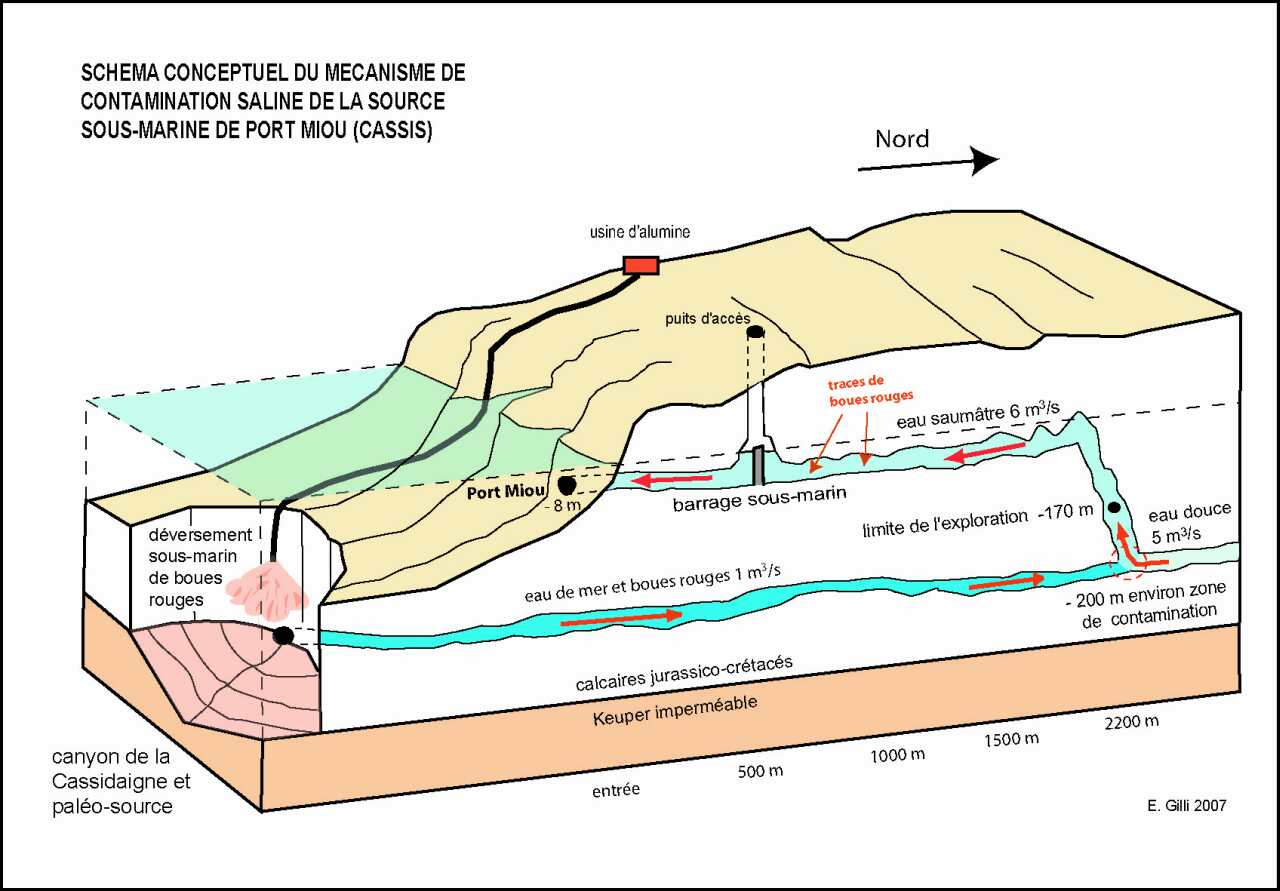
Blockbild der submarinen Karstquellen von Port Miou (Exsurgence de Port-Miou Cassis, Marseille)

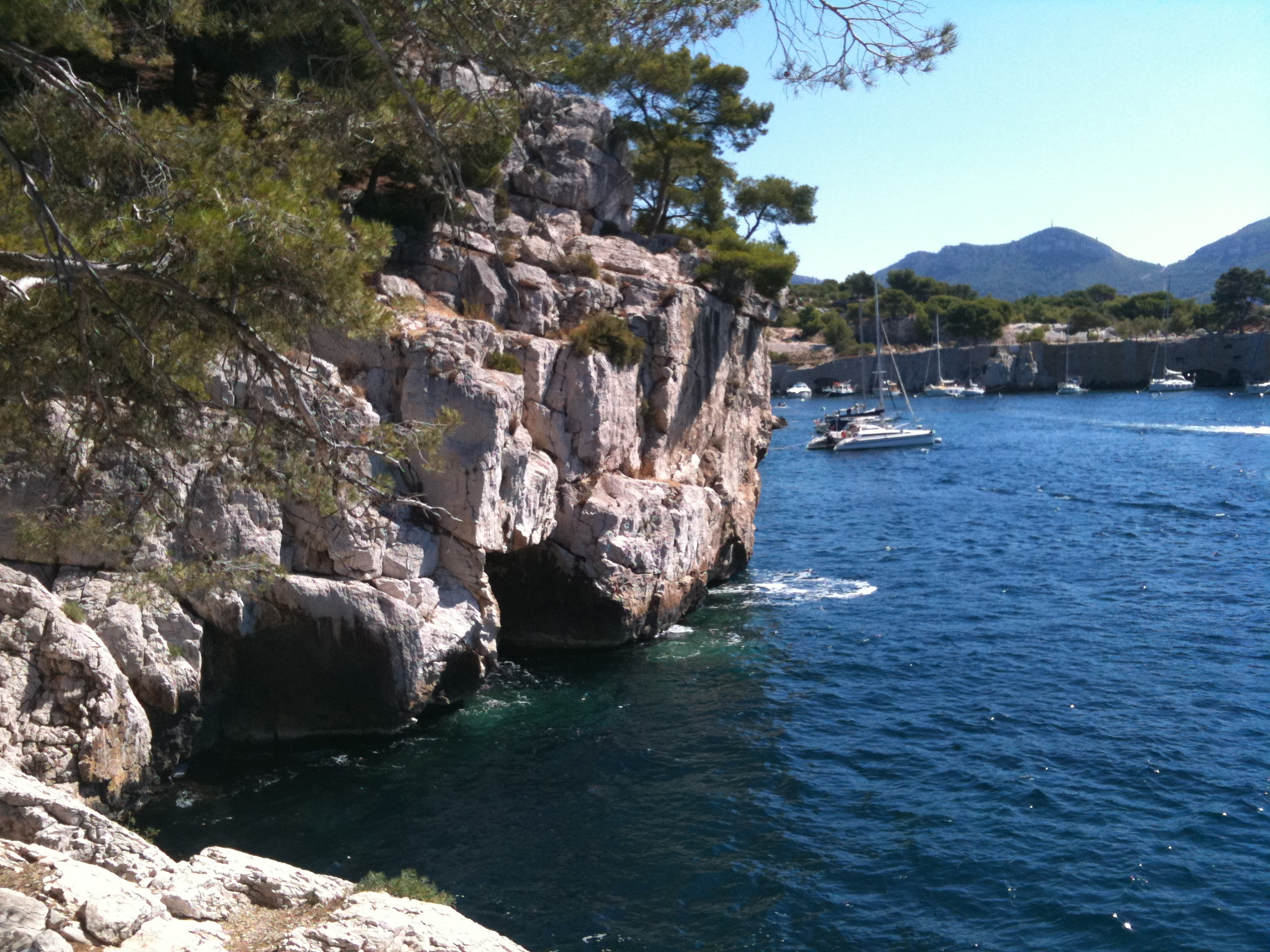
Submarine Karstquelle Port Miou, Südfrankreich

Von der submarinen Quelle „Exsurgence de Port-Miou“ bei Marseille ist durch Messungen wissenschaftlich belegt, dass sie einen weiteren Gang zu einer tiefen submarinen Karstquelle hat und dieser tiefere Gang durch Tauchgänge bei −223 m (Stand 2015) noch immer nicht erreicht ist. Mehrere Austritte, darunter auch tiefe, werden inzwischen für eine Reihe von Mittelmeerquellen angenommen. Diese tiefen Austritte können nicht mehr mit Höhenveränderungen des Meeresspiegels von 120 m seit der letzten Eiszeit erklärt werden. Befunde bei Port Miou und anderer küstennaher und submariner Quellen in Kroatien, Frankreich, Kreta, Libanon mit tiefen Gängen, z. B. ca. 500 m in Almyros bei Iraklion, Kreta, werden daher auf die Messinische Salinitätskrise zurückgeführt. Dieser, inzwischen als gesichert geltenden, Theorie zufolge, war das Mittelmeerwasser in der Zeit des späten Miozäns (5,96 bis 5,33 Ma) bis auf Reste komplett verdunstet (Verschluss der Straße von Gibraltar).

### Klima und Karstquellen

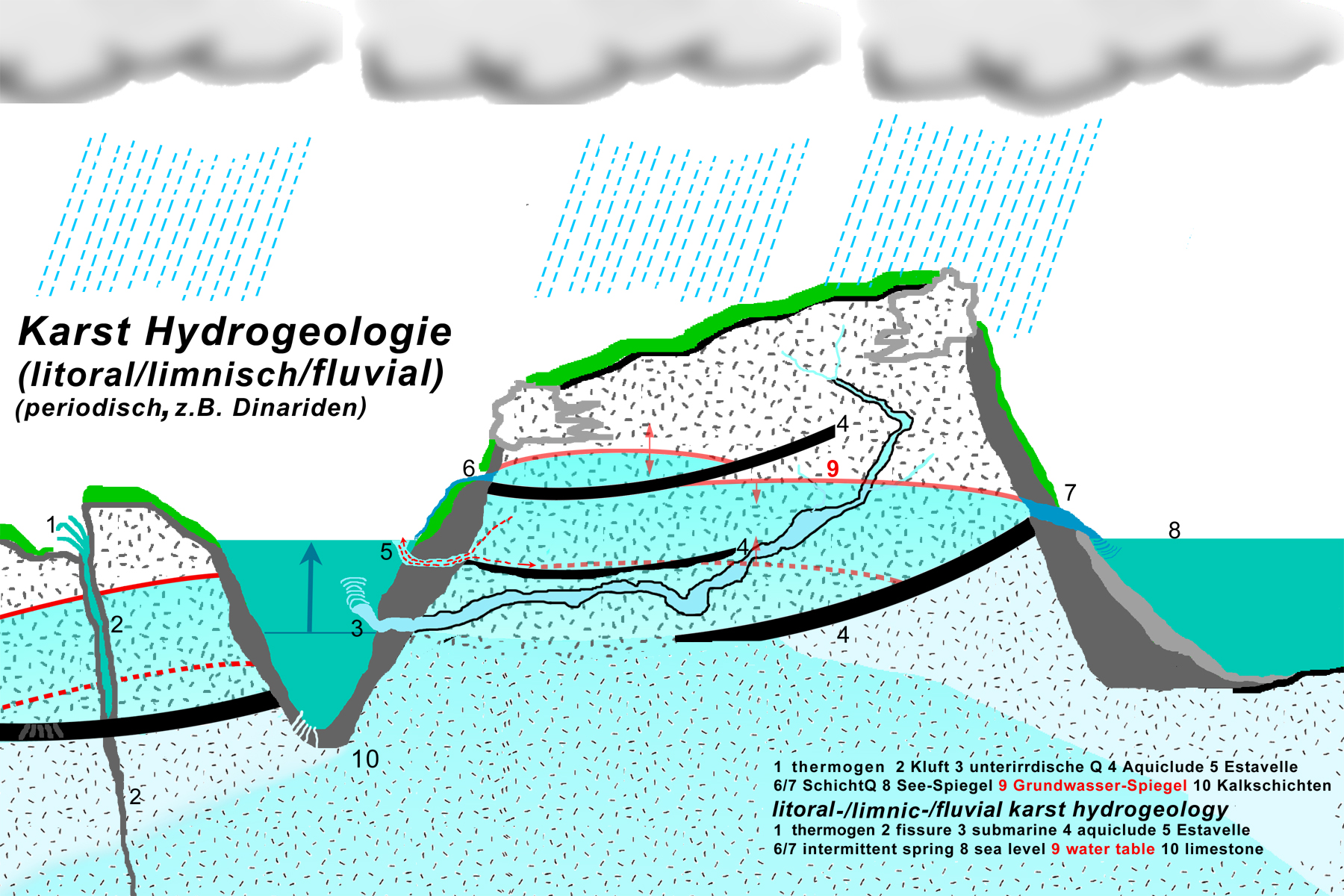
Schema Karstquelltypen

Es gibt dauerhaft und vorübergehend wasserführende submarine Karstquellen. Ob diese ständig oder nur periodisch ihr Süßwasser ins Meer schütten, hängt von den klimatisch bedingten Niederschlagszeiten und -mengen ab, die in den angrenzenden Mittelmeerländern sehr unterschiedlich sind. Dauerhafte Quellen zeichnen sich dadurch aus, dass der Wasserdruck stets ausreichend stark ist, damit ein stetiger Fluss von Süßwasser ins Meer gelangt. Diese Quellen sind mit einem Karstsystem verbunden, welches über ausreichende Wasservorkommen verfügt oder dessen Zuflussgebiet ausreichend ausgedehnt ist, damit auch in langen Trockenperioden ausreichende Wasserzuflüsse vorherrschen.

### Vorkommen submariner Quellen

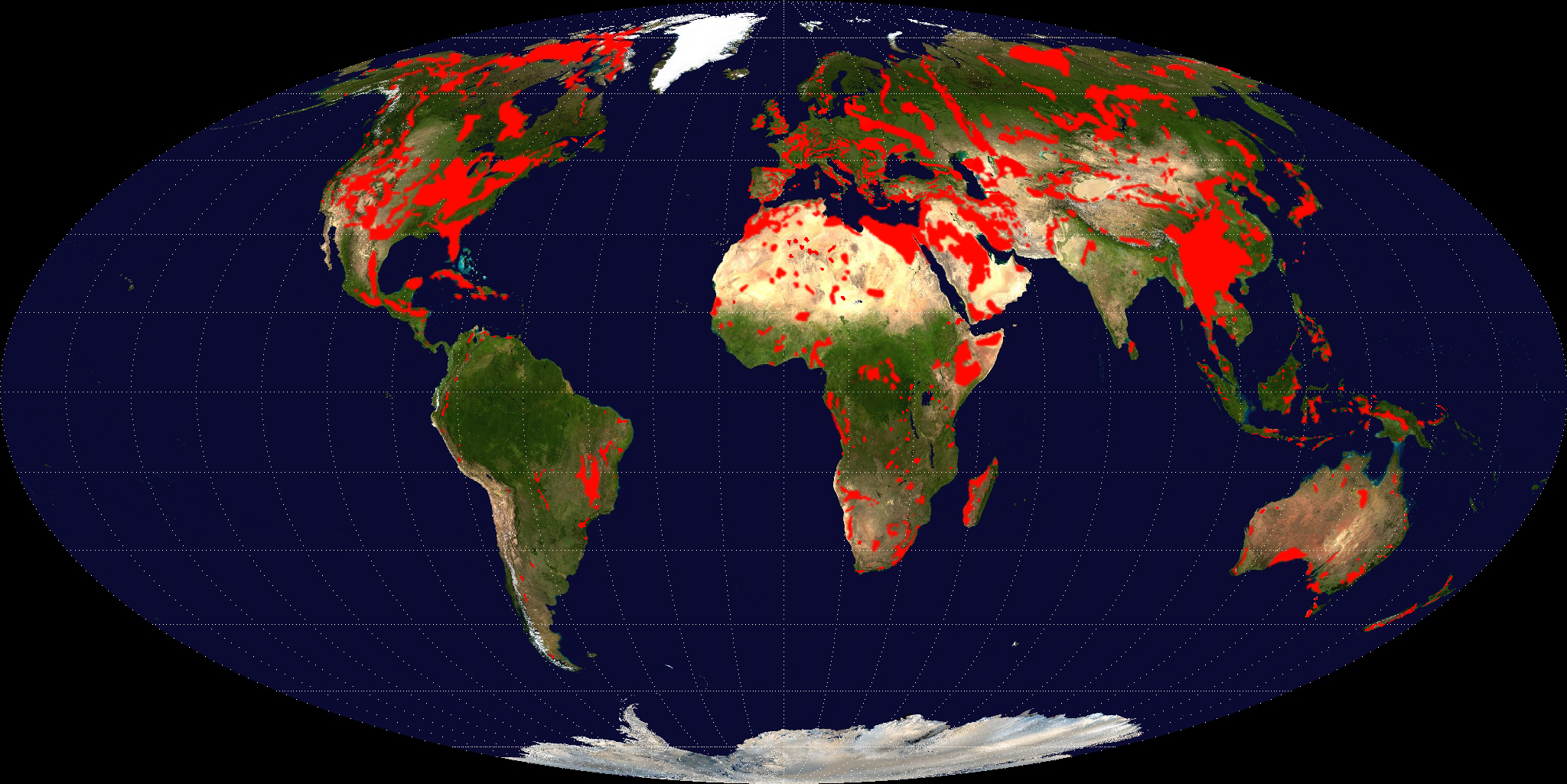
Aufgeschlossenes Karbonatgestein, weltweit

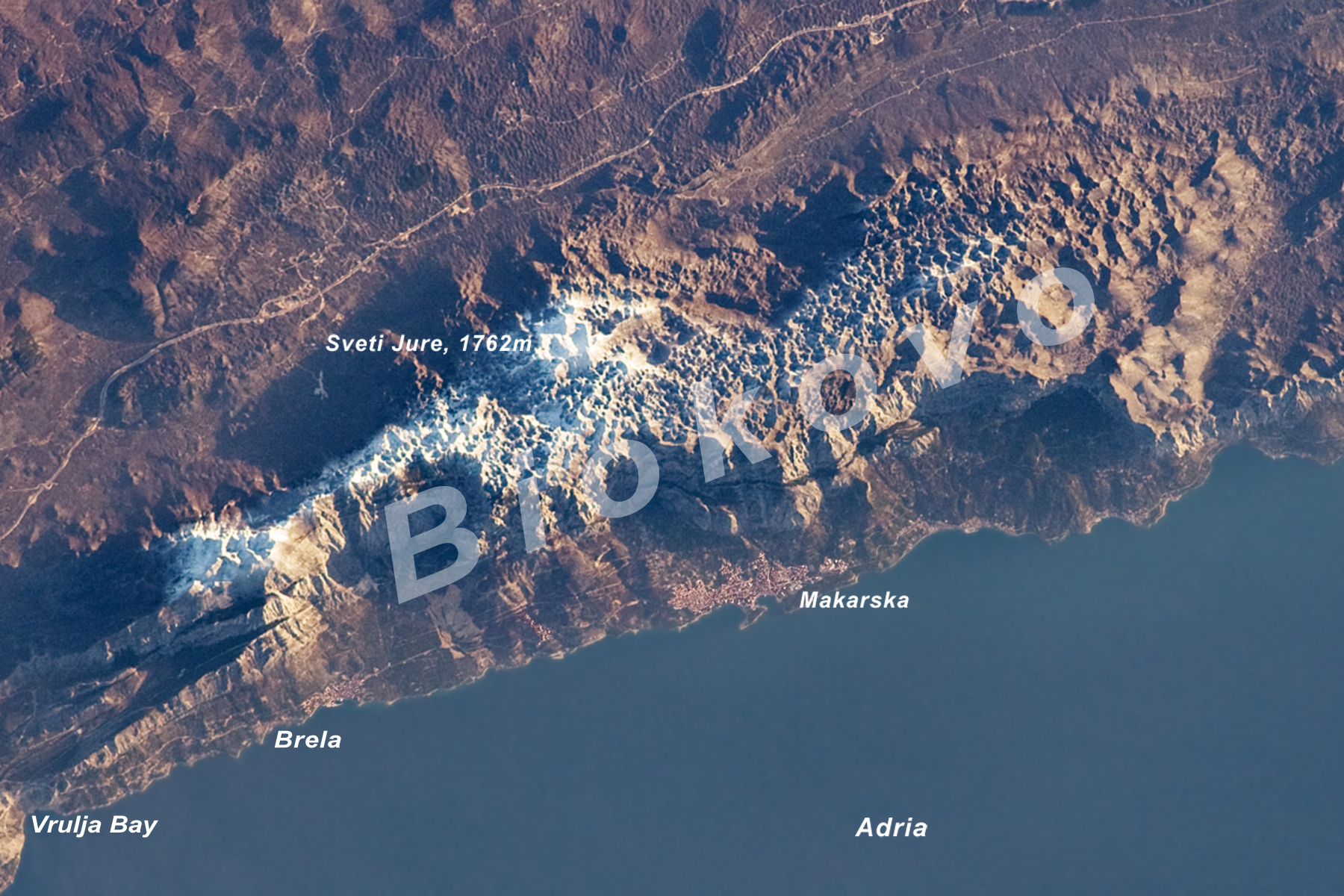
Kroatisches Karstgebiet Vrulja Bay, bei Brela, Biokovo

Über ca. 20 % der eisfreien Landflächen weltweit sind aufgeschlossene Karbonatgesteine. Viele Karstflächen grenzen unmittelbar an Meeresflächen. Es ist daher wahrscheinlich, dass es submarine Karstquellen an vielen Meeresküsten auf der Welt gibt. Die meisten Karstquellen, küstennah oder submarin, befinden sich jedoch am Mittelmeer.
Die nicht sehr tiefe Adria grenzt im Osten an die Dinariden, die durchweg stark verkarstet sind und ein semi-arides Klima aufweisen. Hier befinden sich mehr als 300 küstennahe und submarine Karstquellen. Dauerhafte Quellen treten meist in Küstennähe auf. Es gibt jedoch einige kleinere unterseeische Quellen in der Nähe größerer Inseln (wie beispielsweise bei Cres). Vorübergehend wasserführende Quellen kommen z. B. in der Nähe der kroatischen Adria-Inseln und nahe der Pelješac-Halbinsel vor, sie treten aber auch bei niedrigen Küstenabschnitten auf. In Trockenperioden gelangt Meerwasser in den peripheren Teil des Karstflusssystems (submarine Estavelle).
An der Adriaküste existieren die meisten dauerhaften Quellen am Fuße großer Berge (wie zum Beispiel der Učka, der Velebit, der Biokovo oder auch das Gebiet von Konavle). Die Karstwasserwege enden z. B. in der Bucht von Bakar (südöstlich Rijeka), dem Velebit-Kanal (Kvarner-Bucht), der „Bucht von Kaštela“ (bei Split), der „Vrulja Bay“ nördlich von Brela (Biokovo), in der Bucht von Kotor (Montenegro), namentlich die beiden submarinen Estavellen „Gurdić“ in Kotor und „Sopot“ in Risan. Die submarine Quelle „Sopot“ hat während des Ausschüttungsmaximums auch noch einen küstennahen zweiten Austritt ca. 10 m über dem Meeresspiegel.

## Wasserqualität – steigender Wasserbedarf
In Spanien (Moraig-Quelle), Frankreich (Port Miou), Griechenland (Kiveri), Libanon (Chekka) sind aufwendige Baumaßnahmen – auch mehrfach wissenschaftlich begleitet – an großen submarinen Quellen unternommen worden, um die enormen Ausschüttungsmengen für wachsende (Land-)Wirtschaft und Bevölkerung nutzbar zu machen. Deswegen sind auch diese und einige weitere Karstquellen gut dokumentiert. Die Maßnahmen an den genannten Quellen, bis auf die schon 1972 erfolgreich abgeschlossene Wassergewinnung in Kiveri (Peloponnes), gelten im Wesentlichen als ökonomisch und ökologisch gescheitert, weil auch bei hohem hydraulischen Wasserdruck in niederschlagsreicher Jahreszeit der Anteil von unerwünschten Chloriden im angezapften Süßwasser abortiv hoch blieb (Salzwasserintrusionen). Offensichtlich muss man – auch bei großem Technikeinsatz – bei submarinen Karstquellen und solchen, die Verbindungen zum Meer haben, immer darauf gefasst sein, dass die Intrusion von Salzwasser – karsttypisch auch noch unter Festland – gegenwärtig kaum wirtschaftlich beherrschbar ist.

### Kiveri: Alternative zur versalzenden Brunnenbewässerung

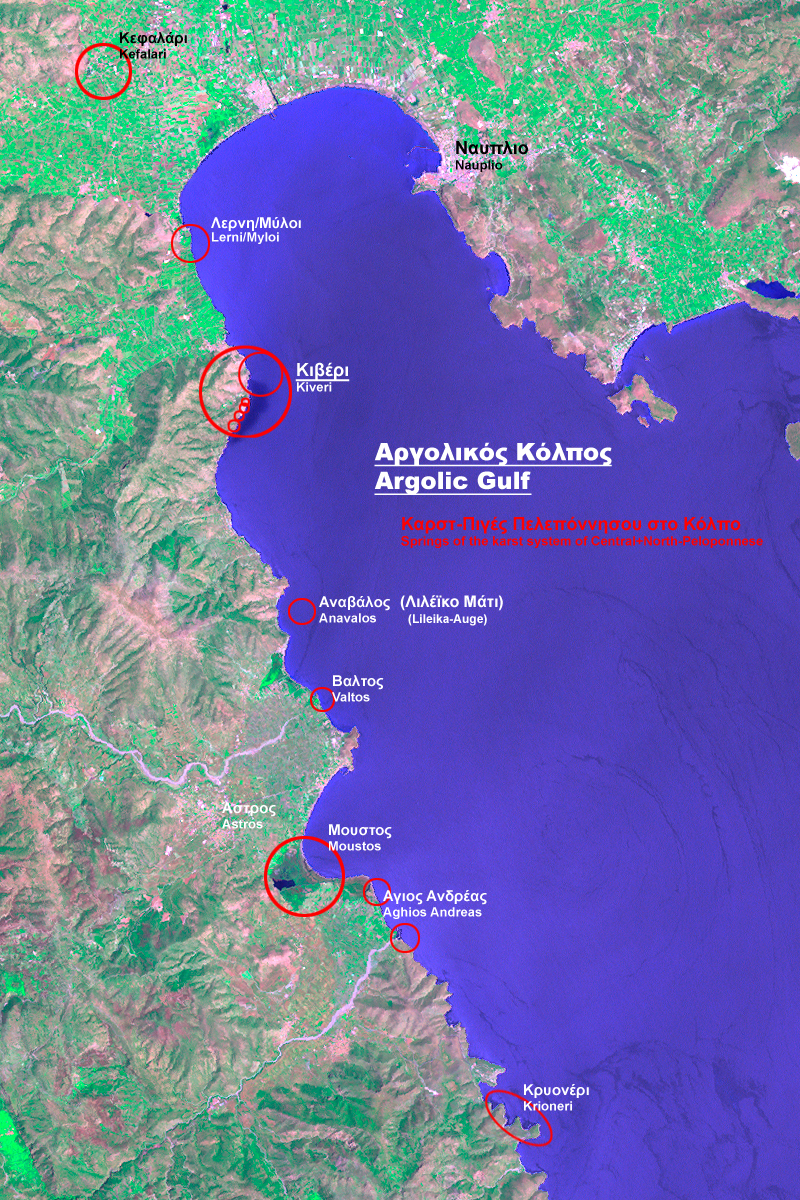
Submarine Karst-
quellen, Peloponnes

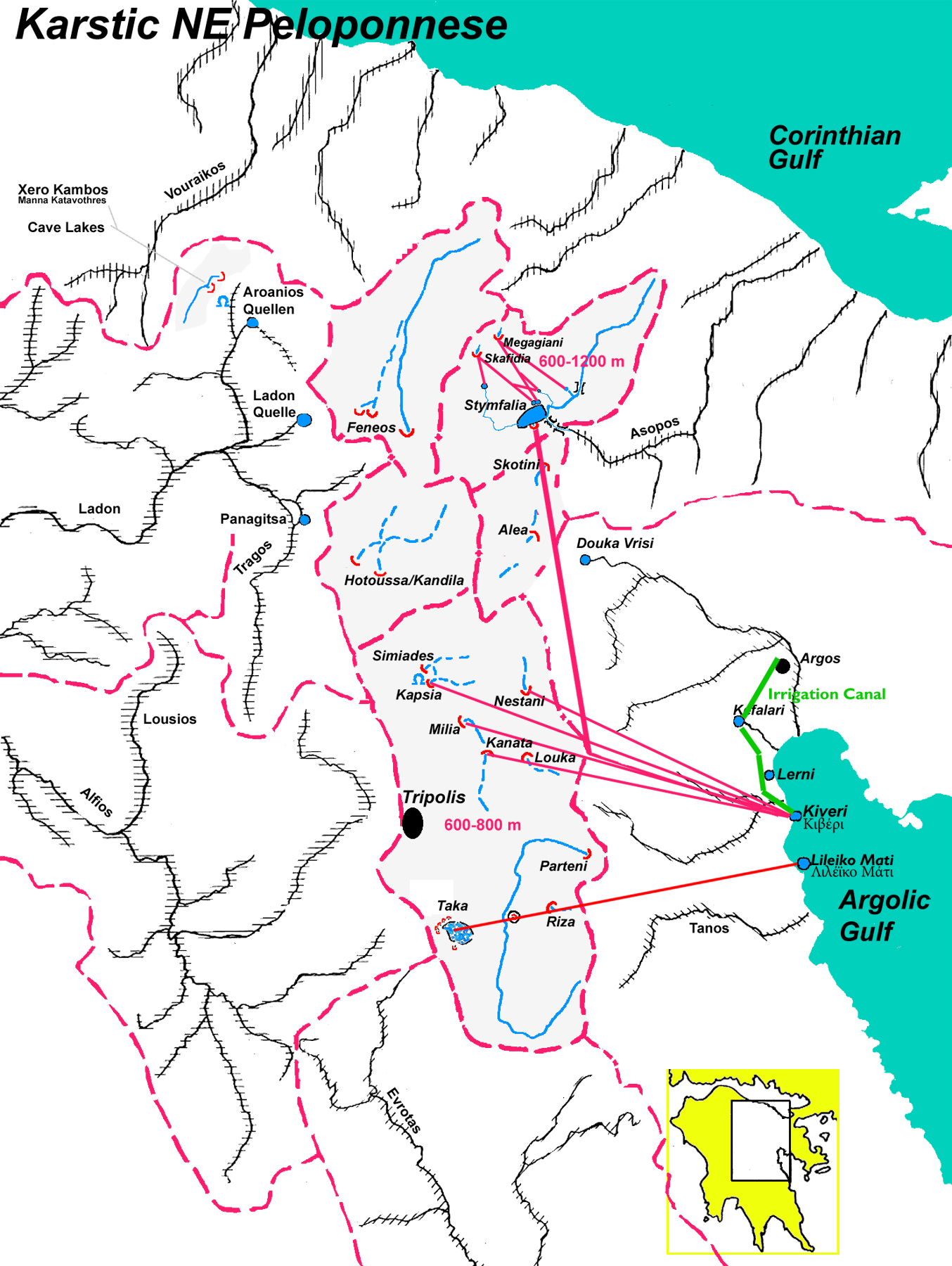
Tracer-getesteter Weg zur Karstquelle bei Kiveri

Das geologische Relief der nordöstlichen Peloponnes (500–700 m) ist wenig zertalt und hochgradig verkarstet. Aus den Kalkschichtenformationen entspringen zahlreiche Karstquellen, die ihr Wasser meistens in acht große und weitere kleine fruchtbare, aber abflusslose Ebenen (Poljen) ergießen. Von dort gelangen die Wasser durch „Katavothren“ (Griechisch für Ponore) und sodann durch Karstwasser-Gänge und -höhlen nach Norden in den Golf von Korinth und nach Osten in den Argolischen Golf. Die seit der Antike belegte „Dini“-Karstquelle bei Kiveri am Wassersaum des Argolischen Golfs ist so groß, dass man ihr Süßwasser schon 1972 durch einen 150 m langen Betonwall vor der Vermischung mit Meerwasser geschützt hat. Steuerbare Wehre halten bei schwankendem Schüttungsvolumen den Süßwasserspiegel stets so weit oberhalb des Salzwasser-Meeresspiegels (mehrere Meter), dass das physikalisch schwerere Salzwasser sich nicht mit dem Süßwasser vermischt. Die hohe Jahresdurchschnittsschüttung von 10 m3/s hat nur 0,3 g/l Chloride! Kein anderes Karstquellen-Vorhaben am Mittelmeer erreicht weniger als das Zehnfache dieser Chloridwerte, d. h. Brackwasser dringt immer in Karstwasser-Gänge ein.
Das Süßwasser, welches nach Nutzung in Siedlungen und (land-)wirtschaftlich genutzten Flächen Arkadiens in Gesteinsporen und Karstklüften versickert oder in Ponoren abfließt, kann mit hohen Nitratwerten und einer Vielzahl weiterer Schadstoffe belastet sein – zukünftig, bei zunehmender Chemisierung der Landwirtschaft, vielleicht noch stärker. Somit kann Trinkwasserqualität nicht erreicht werden. An der Erfassungsstelle in Kiveri wird das Wasser über eine ca. 15 km lange Betonrinne in die Argos-Ebene geleitet, wo es die Bewässerung ersetzen soll, die durch zahlreiche tiefe Brunnenbohrungen bereits zur Grundwasser-Versalzung der fruchtbaren Ebene geführt hat.

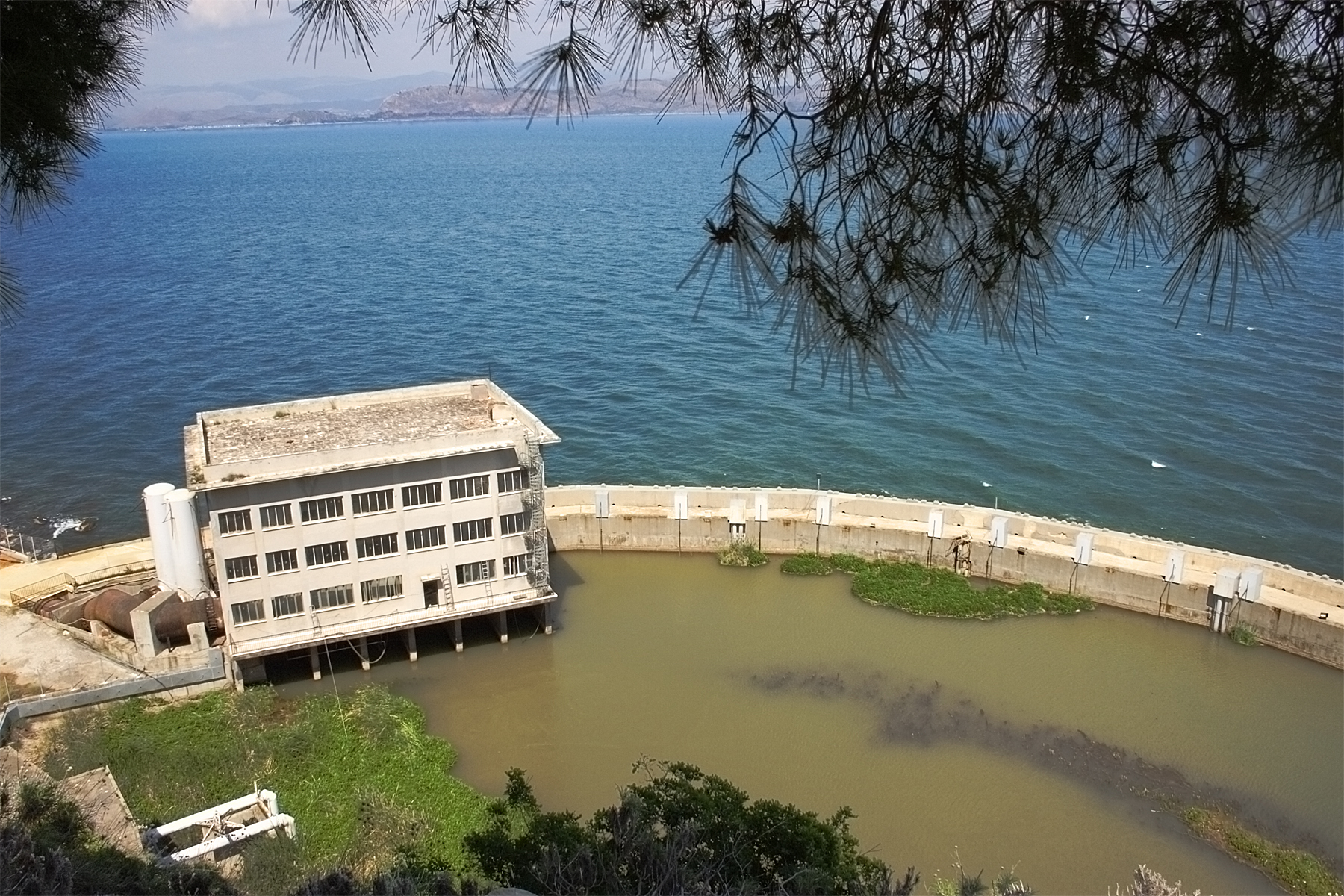
Gefasste Karstquelle „Dini“ bei Kiveri, Argolischer Golf